# Arjan Beqaj
Arjan Beqaj, född 20 augusti 1976 i Prizren, Kosovo är en före detta albansk professionell fotbollsmålvakt som senast spelade för Olympiakos Nicosia på Cypern. Beqaj stod tidigare målvakt i Albaniens landslag.

## Klubbkarriär
Under säsongen 2000/01 gjorde han ett mål för OFI. Beqaj var väldig viktig när han hjälpte Anorthosis till UEFA Champions League 2008/2009. Det var den första gången någonsin som ett lag från Cypern kvalade in till Champions League.

## Internationell karriär
Beqaj föddes i Prizren i SFR Jugoslavien (i nuvarande Kosovo) men han spelar för Albaniens fotbollslandslag. Hittills har han spelar 41 matcher för Albanien.